# Portugals frihetsorden

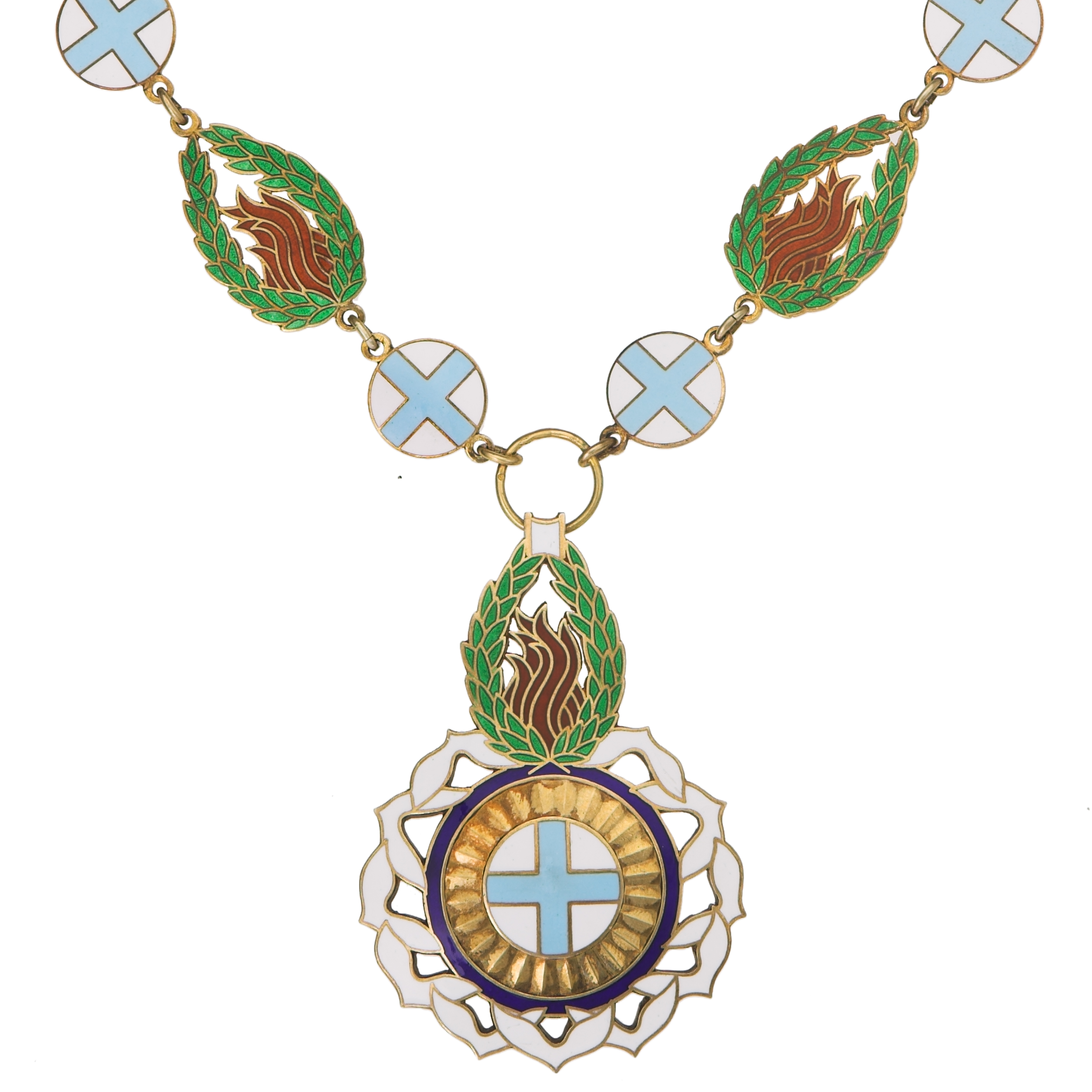
Ordens kedja

Portugals frihetsorden (portugisiska: Ordem da Liberdade) är en portugisisk orden instiftad år 1976 efter nejlikerevolutionen. Den delas för personer med exceptionella meriter inom frihet, demokrati, mänskliga rättigheter. Den högsta klassen, storkedjan, kan också delas till utländska statschefer som har exceptionellt meriterat för Portugals intressen.
Den sittande portugisiska presidenten är ordens stormästare.
Orden består av sex klasser:
- storkedja
- storkors
- storofficerare
- kommendör
- officerare
- riddare